# Georg von Baudissin (Verleger)
Georg Graf von Baudissin (* 25. Juli 1943 in Berlin; † 6. Dezember 2012 in Heide (Holstein)) war ein deutscher Journalist und Verleger.

## Leben
Baudissin entstammte dem gleichnamigen Adelsgeschlecht und war der Sohn des Rechtsanwalts und Diplomaten Georg von Baudissin (1910–1992) und der Ursula Hinrichs (1920–1995). Bedingt durch die Wirren des Krieges erlebte der Dritte von fünf Brüdern seine Kindheit im Zuge der Kinderlandverschickung mehrfach getrennt von der Familie bei Pflegeeltern im fränkischen Marktbreit. Zeitweise von 1952 bis 1953 in Bielefeld eingeschult, schloss er 1959 mit der mittleren Reife am Gymnasium Marktbreit ab.
1961 ging Baudissin zur Bundesmarine. Nach der Beendigung seiner Dienstzeit 1964 folgten Stationen in Paris und Äthiopien, wo sein Vater als Diplomat tätig war, sowie Hamburg, wo er seine Leidenschaft für die Fotografie entdeckte. 1965 nahm er ein Volontariat als Redakteur bei der Windsheimer Zeitung in Bad Windsheim an. 1966 heiratete Baudissin die Schriftsetzerin Gabriele Sattler. 1967 wurde der gemeinsame Sohn Andreas geboren. Von 1968 bis 1973 arbeitete er als Redakteur und Fotoreporter für die Nordwest-Zeitung Oldenburg, die Bremer Nachrichten, die Neue Post und die Quick in München, für die er unter anderem den Staatsbesuch von Queen Elizabeth II. in Österreich fotografierte. Durch den Unfalltod der Sängerin Alexandra in Tellingstedt im Jahr 1969, über den Baudissin für den Bauer Verlag berichtete, zog er mit seiner Familie nach Dithmarschen. Nach dem Etablierungsversuch der Nordfriesischen Rundschau in Husum durch den Bauer Verlag (1971–1972) entwickelte er im Jahr 1973 im Eigenverlag das damals neuartige Konzept des Anzeigen- und Wochenblattes Husumer Palette (später in Nordfriesland Palette umbenannt) in Husum. Die zunächst nur in Schwarzweiß erscheinende Publikation gewann in den 1970er Jahren rasch an Auflage, stellte auf Vierfarbdruck um und etablierte sich mit ihrem umfangreichen redaktionellen Teil als berichterstattendes und politisch einflussreiches Medium neben der Tageszeitung. Der Georg Graf von Baudissin Verlag veröffentlichte neben dem Zeitungsvertrieb in der Folgezeit zahlreiche Bücher, unter anderem Werke der plattdeutschen Autorin Käthe Hoppe, sowie die Dokumentation der Schneekatastrophe 1978/1979 in Wort und Bild. (Noch ein wenig Schnee gefällig?, 1979). Überdies engagierte sich Baudissin für Konzertveranstaltungen in Husum und gründete 1981 eine eigene Buchhandlung.
1993 zog sich Baudissin aus dem Verlagswesen zurück und verkaufte den Verlag an den Kopp & Thomas Verlag in Flensburg. Ab 1993 arbeitete er als freier Autor, Fotograf und Journalist. Georg Graf von Baudissin starb 2012 in Heide/Holstein.

## Veröffentlichungen
- Gegen den Wind. Käthe vertellt „leichte Kost“ ut Husum. Georg Graf von Baudissin & Co, Verlags-GmbH, Husum 1976.
- Los gung dat mit Bruus un Dunner. Käthe vertellt’n lütt beten Platt. Georg Graf von Baudissin & Co, Verlags-GmbH, Husum 1979.
- Noch ein wenig Schnee gefällig?, Georg Graf von Baudissin & Co, Verlags-GmbH, Husum 1979.